# 奥西亚赫
奥西亚赫（德語：Ossiach）是奥地利克恩顿州费尔德基兴县的一个市镇。总面积17.41平方公里，总人口749人，人口密度43.0人/平方公里（2005年）。